# Фурченій-Ной
Фурченій-Ной (рум. Furcenii Noi) — село у повіті Галац в Румунії. Входить до складу комуни Космешть.
Село розташоване на відстані 181 км на північний схід від Бухареста, 68 км на північний захід від Галаца, 135 км на схід від Брашова.

## Населення
За даними перепису населення 2002 року у селі проживали 1538 осіб.
Національний склад населення села:
| Національність | Кількість осіб | Відсоток |
| -------------- | -------------- | -------- |
| румуни         | 1530           | 99,5%    |
| цигани         | 7              | 0,5%     |

Рідною мовою назвали:
| Мова      | Кількість осіб | Відсоток |
| --------- | -------------- | -------- |
| румунська | 1530           | 99,5%    |
| циганська | 7              | 0,5%     |